# مونته بلو
مونته بلو (انگلیسی: Monte Blue؛ ۱۱ ژانویهٔ ۱۸۸۷ – ۱۸ فوریهٔ ۱۹۶۳) بازیگر اهل ایالات متحده آمریکا بود. از فیلم‌هایی که وی در آن نقش داشته است، می‌توان به نمایش نمایش‌ها، تعصب، داستان عاشقانه تارزان، شهر داج، آپاچی، راه مراکش، سوارکار مرموز، کوچه هوگان، ماری ملکه اسکاتلند و مأموران اف‌بی‌آی اشاره کرد.